# HD 4113 b
HD 4113 b — экзопланета (газовый гигант) у звезды HD 4113, удалённой от Земли на 144 световых года в направлении созвездия Скульптора.
Возраст материнской звезды оценивается в 4,8 — 8 млрд лет. Экзопланета обращается вокруг материнской звезды по орбите с эксцентриситетом 0,903. В перицентре расстояние до звезды составляет всего 0,124 а. е., в то время как в апоцентре это значение достигает 2,44 а. е.